# Powstanie warszawskie w kulturze popularnej
Powstanie warszawskie w kulturze popularnej – utwory literackie, filmowe, muzyczne itp., których tematyka obracała się wokół kwestii powstania warszawskiego 1944 roku.

## Literatura
Temat powstania warszawskiego pojawił się najwcześniej w literaturze. Walki i życie w powstańczej Warszawie opisywali m.in.:
- Kazimierz Brandys – Miasto niepokonane (wyd. 1946);
- Jan Dobraczyński – W rozwalonym domu (wyd. 1946);
- Stanisław Podlewski – Przemarsz przez piekło (wyd. 1949);
- Roman Bratny – Kolumbowie. Rocznik 20 (wyd. 1957);
- Aleksander Kamiński – Zośka i Parasol (wyd. 1957);
- Bronisław Troński – Tędy przeszła śmierć (wyd. 1957);
- Miron Białoszewski – Pamiętnik z powstania warszawskiego (powst. 1967, wyd. 1970);
- Wiktor Trościanko – Wiek klęski (wyd. 1971) oraz Nareszcie lata pokoju (wyd. 1976);
- Aleksander Ścibor-Rylski – Pierścionek z końskiego włosia (wyd. 1991);
- Leopold Buczkowski – Powstanie na Żoliborzu (powst. 1944, wyd. 2004);
- Tomasz Łubieński – Ani tryumf, ani zgon (wyd. 2004);
- Jarosław Marek Rymkiewicz – Kinderszenen (wyd. 2008);
- Henryk Jerzy Chmielewski – Tytus, Romek i A’tomek w Powstaniu Warszawskim.
- Aleksandra Ziółkowska-Boehm – Kaja od Radosława, czyli historia Hubalowego krzyża (wyd. 2006)
- Bartłomiej Rychter – Ostatni dzień lipca (wyd. 2012)[1]
- JB Poznański – Magda: Pożegnanie z Pokoleniem (wyd. 2014)
- Norman Davies –  Powstanie ’44 (wyd. 2003)

## Film
Powstanie warszawskie opisywały także, bezpośrednio lub w sposób pośredni, następujące produkcje filmowe:
- Zakazane piosenki (1946) w reżyserii Leonarda Buczkowskiego. Aspekt powstańczy jest jednym z wątków filmu;
- Kanał (1957) w reżyserii Andrzeja Wajdy, pierwszy polski film powojenny poruszający bezpośrednio tematykę powstania. Oparty na opowiadaniu Jerzego Stefana Stawińskiego, ukazuje jeden z końcowych epizodów walk w Warszawie;
- Eroica (1958) w reżyserii Andrzeja Munka. Stanowi niejako odpowiedź na film Wajdy i przedstawia inne, krytyczne spojrzenie na mit bohaterów narodowych;
- Kamienne niebo (1959) w reżyserii Ewy i Czesława Petelskich. Pierwowzorem scenariusza do filmu było opowiadanie autorstwa Jerzego Krzysztonia pt. Kamienne niebo. Film opowiada historię kilkorga ludzi podczas bombardowania stolicy;
- Pogoń za Adamem (1970) w reżyserii Jerzego Zarzyckiego;
- Kolumbowie (1970) w reżyserii Janusza Morgensterna. Serial stanowi adaptację dwóch pierwszych tomów powieści Romana Bratnego Kolumbowie. Rocznik 20. Akcja dwóch ostatnich odcinków dotyczy walk o Stare Miasto i Czerniaków;
- Żołnierze wolności (1977) w reżyserii Jurija Ozierowa. W drugiej części tego miniserialu przedstawiony jest obraz powstania z punktu widzenia propagandy radzieckiej;
- Epizod (1979) w reżyserii Tadeusz Junaka;
- Godzina „W” (1979) w reżyserii Janusza Morgensterna na podstawie opowiadania Jerzego Stefana Stawińskiego;
- Urodziny młodego warszawiaka (1980) w reżyserii Ewy i Czesława Petelskich, na podstawie powieści Młodego warszawiaka zapiski z urodzin Jerzego Stefana Stawińskiego;
- Dzień czwarty (1984) w reżyserii Ludmiły Niedbalskiej, film paradokumentalny. Tematem filmu są przeżycia poety generacji wojennej Krzysztofa Kamila Baczyńskiego;
- Pierścionek z orłem w koronie (1992) w reżyserii Andrzeja Wajdy, na motywach powieści Aleksandra Ścibora-Rylskiego pt. Pierścionek z końskiego włosia. Akcja rozgrywa się w ostatnich dniach powstania i dotyczy indywidualnych losów ludzkich;
- Czy musieli zginąć... (1997) w reżyserii Aliny Czerniakowskiej, film dokumentalny.
- Sceny z Powstania (2004) – zapis poszczególnych scen powstania;
- Do potomnego (2004) – fabularyzowany dokument traktujący o pokoleniu Kolumbów;
- Taniec śmierci. Sceny z Powstania Warszawskiego (2010) w reżyserii Leszka Wosiewicza;
- Baczyński (2013) – film o poecie K. K. Baczyńskim w reżyserii Konrada Piwowarskiego;
- Sierpniowe niebo. 63 dni chwały (2013) w reżyserii Ireneusza Dobrowolskiego.
- Miasto 44 (2014) w reżyserii Jana Komasy;
- Powstanie Warszawskie (2014) – film fabularny w całości zmontowanym z materiałów dokumentalnych, w reżyserii Jana Komasy.

## Teatr TV
- Pamiętnik z powstania warszawskiego (1972) – spektakl TV na kanwie utworu Pamiętnik z powstania warszawskiego autorstwa Mirona Białoszewskiego (ponowna realizacja w 2004);
- Ziarno zroszone krwią (1994) w reżyserii Kazimierza Kutza na podstawie scenariusza Jerzego Stefana Stawińskiego – widowisko przedstawia polityczne i psychologiczne uwarunkowania decyzji o rozpoczęciu powstania warszawskiego;
- Przerwanie działań (2010) w reżyserii Juliusza Machulskiego – sztuka powstała na podstawie wspomnień Kazimierza Iranka-Osmeckiego, znanych pod tytułem Ostatni akt i opublikowanych w wydanym w Polsce zbiorze Powołanie i przeznaczenie. Jest to zapis kilkunastu godzin dramatycznych negocjacji w sprawie zakończenia powstania warszawskiego, prowadzonych przez polskich oficerów z niemieckim generałem von dem Bachem.

## Muzyka
Temat powstania został objęty na albumach koncepcyjnych polskich wykonawców:
- Album zespołu rockowego Lao Che nosi tytuł Powstanie Warszawskie, jest w całości oparty na wydarzeniach historycznych (2005);
- Album Gajcy! wydany przez Muzeum Powstania Warszawskiego, zawierający utwory nagrane przez polskich artystów rockowych (m.in. Kazika Staszewskiego, Armię, Dariusza Malejonka, Lecha Janerkę, Dezerter, Karolinę Cichą, Pustki, Pogodno) do wierszy Tadeusza Gajcego (2009);
- Album Wawa2010.pl (2010) Karoliny Cichej i innych artystów z piosenkami o Warszawie;
- Album Adresaci, czyli Kto ty jesteś (2011) Romana Kołakowskiego i innych artystów (m.in. Alina Janowska, Katarzyna Groniec, Krystyna Kozanecka, Grzegorz Markowski, Marian Opania, Janusz Radek, Natalia Sikora, Grażyna Wolszczak) – pieśni oparte na prawdziwych losach uczestników powstania warszawskiego;
- Album Morowe panny stanowiący projekt muzyczny Dariusza Malejonka i artystek polskiej sceny muzycznej (2012).

Ponadto tematyka powstania była poruszana w pojedynczych utworach polskich artystów muzycznych:
- Utwór „Synowie podłego czasu” zespołu tożsamościowego Irydion na płycie Credo (2003);
- Singiel „Czerniaków” zespołu Lao Che z nigdzie indziej nie publikowanymi utworami „Groźba” i „Czerniaków” (2005);
- Utwór „Pierwszy Sierpnia” zespołu hip-hopowego WWO i Kapeli Czerniakowskiej (2007);
- Utwór „63” zespołu hip-hopowego Kwadratura Koła (2007);
- Utwór „Mały Powstaniec” zespołu Horytnica z płyty Głos Patriotów (2011).
- Utwór „Orlęta Warszawy” zespołu Horytnica z płyty Historie walk o wolność (2012)
- Utwór „Listonosz” zespołu Horytnica z płyty Pod znakiem miecza (2015)
- Utwór „Warszawa 44” barda tożsamościowego Dawida Hallmanna na płycie Niezłomność (2008);
- Utwór „Warszawskie Dzieci” polskiego zespołu punkowego Armia zaaranżowanego na kanwie znanego utworu z lat powstania „Warszawskie Dzieci” wykonanego na potrzeby koncertu w Muzeum Powstania Warszawskiego w Warszawie w dniu 27 lipca 2008 roku, którego gościem specjalnym była fińska grupa Apocalyptica;
- Utwór „63 dni Chwały” zespołu hip-hopowego Hemp Gru na płycie Droga (2009);
- Utwór „Głośniej od bomb” rapera Pjusa na płycie Life After Deaf (2009) upamiętniający udział Plutonu Głuchoniemych w walkach powstańczych;
- Utwory „Wczorajszemu”, „Pałacyk Michla”, „Warszawskie Dzieci” polskiego punkowego (zimno falowego) zespołu Armia umieszczone na albumie Piosenki powstańcze (2010);
- Na debiutanckiej płycie rockowego zespołu B.E.T.H znajduje się utwór „Odległy Ląd”, który poświęcony jest pamięci uczestników powstania warszawskiego;
- Utwór „Powstanie 1944” zespołu White Master na albumie European Storm (2010) (wspólnym z Frakass);

Powstaniu warszawskiemu swoje utwory dedykowały także zagraniczne grupy muzyczne:
- Utwór „Warschau” szwedzkiego zespołu blackmetalowego Marduk na płycie Plague Angel (2004), utwór „Warschau 2: Headhunter Halfmoon” na płycie Iron Dawn (2011) oraz utwór „Warschau III Necropolis” na płycie Frontschwein (2015);
- Utwór „Armia” niemieckiego zespołu metalowego Heaven Shall Burn na płycie Deaf To Our Prayers (2006);
- Utwór „Varsovie” francuskiego zespołu rockowego Varsovie na minialbumie Neuf Millimetres (2006);
- Utwór „Warsaw Rising” holenderskiego zespołu metalowego Hail of Bullets na minialbumie Warsaw Rising (2009);
- Utwór „Uprising” szwedzkiego zespołu power metalowego Sabaton na albumie Coat of Arms (2010). Do utworu nakręcono również teledysk.

## Pozostałe
- W 2007 roku Amerykanin Jason Morningstar stworzył grę fabularną Grey Ranks. Child Soldiers. Warsaw, 1944 (pol. „Szare Szeregi. Dzieci Żołnierze. Warszawa 1944”) poświęconą powstaniu warszawskiemu;
- W 2007 roku Muzeum Powstania Warszawskiego wydało antologię komiksową „44” (dyrektor artystyczny projektu Przemysław Truściński);
- Powstanie Warszawskie stało się także tematyką licznych wycieczek oraz gier miejskich, jak np. tej zorganizowanej z okazji 65 rocznicy wybuchu powstania we współpracy z Redutą Banku Polskiego;
- W 65. rocznicę wybuchu powstania warszawskiego (rok 2009) Poczta Polska wprowadziła do obiegu okolicznościowy znaczek, na którym umieszczono zdjęcie płonącego Prudentialu – najwyższego w ówczesnej Warszawie budynku;
- Od roku 2007 Muzeum Powstania Warszawskiego i Warszawska Masa Krytyczna organizują wspólnie przejazd rowerowy ulicami Warszawy – Masę Powstańczą.
- W 2014 roku poczta z Wysp Marshalla upamiętniła Powstanie Warszawskie okolicznościowym znaczkiem[3];.
- W 2014 roku studio CI Games wyprodukowało grę Enemy Front, której główna oś fabularna ma miejsce w powstańczej Warszawie;
- W 2019 roku studio Pixelated Milk stworzyło grę strategiczną Warsaw ukazującą powstanie[4].